# Katastrofa metra w Walencji
Katastrofa metra w Walencji – katastrofa kolejowa, która wydarzyła się 3 lipca 2006 w Walencji. Wykoleiły się dwa wagony metra w tunelu w pobliżu stacji Jesús. Według lokalnych władz, był to wypadek, a nie zamach terrorystyczny. Zginęły ponad 43 osoby, wiele zostało ciężko rannych. Przyczyną katastrofy była nadmierna prędkość – na zakręcie, gdzie prędkość ograniczono do 40 km/h, pociąg jechał z prędkością 80 km/h.